# Kriometria
Kriometria (Krioskopia) – doświadczalna metoda wyznaczania masy cząsteczkowej różnych substancji na podstawie pomiarów zmian temperatury krzepnięcia rozcieńczonych roztworów tych substancji w oparciu o prawo Raoulta.
Badania kriometryczne przeprowadza się za pomocą specjalnego przyrządu zwanego kriometrem. Metoda ma obecnie jedynie znaczenie historyczne.